# 蒋有芬
蒋有芬（—1942年），奉天省人。中华民国大陆时期军人。
早年曾在東北參與东北军抗日活動。後來經苏联來到新疆，投靠盛世才。民国二十六年（1937年）四月，国民革命军新编陆军第六师师长马木提·穆依提圖謀背叛盛世才政权，马木提·穆依提在逃亡印度後煽動下屬叛亂，蒋有芬以喀什警备司令部参谋长身份代理喀什警备司令，參與進攻叛军。民国三十年（1941年）六月，柯克托海的哈薩克族牧民發動暴动，進攻苏联矿业考察专家团，杀死团长巴年科夫等数名苏联专家。蒋有芬被盛世才任命為阿山军区指挥部总指挥，率領三个团及炮兵、装甲车及摩托部队鎮壓暴動，鎮壓活動歷時五个月。由於盛世才生性多疑，民国三十一年（1942年），蒋有芬被盛世才以“阴谋暴动案”罪名逮捕，蒋有芬舌頭被割，最終被處決。